# آلتامانت (اورگن)
آلتامانت، اورگن (به انگلیسی: Altamont, Oregon) یک منطقهٔ مسکونی در ایالات متحده آمریکا است که در اورگن واقع شده‌است.

## خصوصیات
التامانت ۲۲٫۶ کیلومترمربع مساحت و ۱۹٬۶۰۳ نفر جمعیت دارد و ۱٬۲۶۳ متر بالاتر از سطح دریا واقع شده‌است.